# 高石市立取石中学校
高石市立取石中学校（たかいししりつ とりいし ちゅうがっこう）は、大阪府高石市にある公立中学校。
従来の高石市立高石中学校の校区を分離し、1973年に新設開校した。
なお、かつて地域には同名の取石中学校があった。（旧）取石中学校は1947年取石村立中学校として当時の泉北郡取石村に創立し、取石村が高石町へ編入されたことに伴って1953年に高石町立取石中学校へと改称した。しかし1956年3月、高石中学校に統合されて廃校となっている。

## 沿革
- 1973年4月1日 - 高石市立取石中学校として開校。

## 通学区域
- 高石市立加茂小学校と高石市立取石小学校の通学区域。
- 高石市 加茂1～4丁目、西取石1丁目・3丁目・5丁目・6丁目、取石1～7丁目。

## 出身者
- 古本伸一郎 - 前衆議院議員

## 交通
- 阪和線 富木駅 南へ約900m。